# El sombrero de tres picos (ballet)

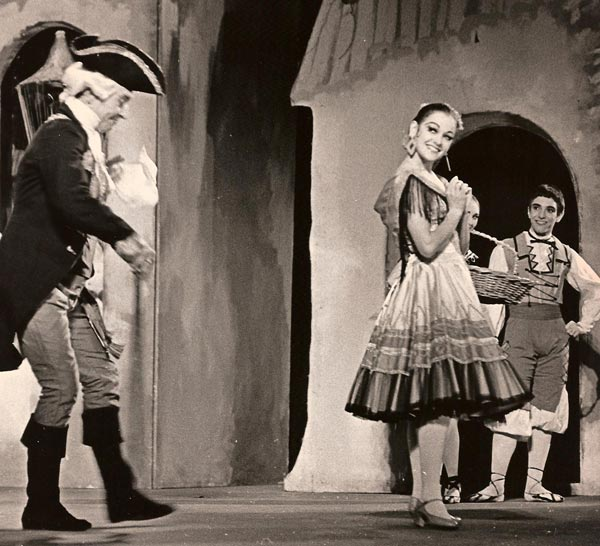
Una representación del ballet en 1960

El sombrero de tres picos es un ballet del compositor español Manuel de Falla y coreografía de Léonide Massine basado en la novela homónima del escritor decimonónico Pedro Antonio de Alarcón. Tras su estreno en Londres el 21 de julio de 1919, la obra tuvo un rotundo éxito, elogiándose la acertada síntesis de música, baile, drama y decorado. Este estreno tuvo lugar en el Alhambra Theatre de la capital británica bajo la batuta de Ernest Ansermet y decorados y figurines de Pablo Picasso.
Los intérpretes principales fueron el propio Léonide Massine como el molinero (cuya intervención estelar será la interpretación de la farruca) y Tamara Karsávina en el papel de la molinera.
La jota final es uno de los números más conocidos de la obra, ejemplo de estilización del folclore tanto en el baile (en el que todavía prevalece coreográficamente el elemento ruso) como en la música del maestro Falla.
En la historia de la danza teatral del siglo XX, El sombrero de tres picos de Falla puede reclamar un lugar tan significativo como el de Petrushka de Ígor Stravinski. [cita requerida] Ambas obras fueron producidas por el gran empresario Serguéi Diáguilev y representadas por sus Ballets Rusos. Las dos rompen con las primitivas tradiciones temáticas que poblaban el género de princesas, apariciones y cisnes. Pero todavía más importante, quizás, es su visión de la burguesía con una cierta simpatía. En este sentido, en El sombrero de tres picos se reflejan las actitudes y aspiraciones de la Andalucía rural. 
Una primera versión de la obra, llamada El corregidor y la molinera, fue representada en 1917 en el Teatro Eslava de Madrid en forma de pantomima en dos partes. Más tarde, Diáguilev conoció a Falla y lo convenció de la necesidad de retocar la obra con la intención de dotarla de mayor estructura teatral; el autor modificó su obra para adaptarla al género de la danza, eliminando gran parte de los elementos descriptivos (incluso irónicos) y expandiendo las partes bailables.
El ballet está basado en un cuento folclórico que comparte el espíritu de Beaumarchais, su brío y su profundo respeto por los recursos y el espíritu del segundo estrato de la sociedad.
Tras el estreno del ballet, Falla compuso dos suites orquestales con el mismo título, la n.º 1 y la n.º 2, que se suelen representar más que el propio ballet. En ellas, retiró algunos fragmentos vocales y de transición que contenía la obra original.

## Desarrollo de la obra
El Sombrero de tres picos se desarrolla en dos cuadros representados con las siguientes piezas dancísticas:

### Cuadro primero
1. Introducción
2. La Tarde
3. Fandango (Danza de la Molinera)
4. El Corregidor

### Cuadro segundo
1. Seguidillas (Danza de los Vecinos)
2. Farruca (Danza del molinero)
3. Allegretto
4. Las coplas del cuco
5. Minué (Danza del corregidor)
6. Allegro
7. Danza final (Jota)

## Instrumentación
- 3 Flautas (La segunda y tercera cambian a los Flautines I y II)
- 2 Oboes (El segundo cambia al II Corno Inglés)
- Corno Inglés
- 2 Clarinetes en La y Si bemol
- 2 Fagotes
- 4 Trompas en Fa
- 3 Trompetas en Do
- 3 Trombones
- Tuba
- Timbales
- Castañuelas, Triángulo, Platillos, Gong, Xilófono, Glockenspiel, Campanólogo, Tambor y Bombo
- Mezzo-soprano solo
- Todas las voces
- Palmas
- Piano
- Celesta
- Arpa
- Violines I y II
- Violas
- Violoncellos
- Contrabajos